# Kleine apollovlinder
De kleine apollovlinder (Parnassius phoebus) is een vlinder uit de familie van de pages (Papilionidae). De wetenschappelijke naam van de soort is, als Papilio phoebus, gepubliceerd in 1793 door Johann Christian Fabricius. De vlinder is bedreigd in Europa. De soort is in de laatste 25 jaar in aantal sterk achteruit gegaan.

## Kenmerken
De spanwijdte bedraagt ongeveer 5,5 tot 6 cm.

## Voorkomen
De kleine apollovlinder komt in Europa alleen voor in de Alpen. In de bergen vliegt de vlinder tussen de 1200 en 2800 meter hoogte en geeft de voorkeur aan vochtige plaatsen, zoals bij beekjes en meertjes. Hij komt verder in het noorden van zowel Azië als Noord-Amerika voor.

## Levenswijze
De waardplant, Saxifraga aizoides (Gele bergsteenbreek), is een belangrijke voorwaarde voor het bestaan van de kleine apollovlinder. De vrouwtjes leggen de eitjes in de buurt van de waardplant op nabijgelegen mos of op de grond.
De vliegtijd is in juni, juli en augustus.

## Ondersoorten
- Parnassius phoebus phoebus
- Parnassius phoebus apricatus Stichel, 1906
- Parnassius phoebus badmaevi Martynenko & Gluschenko, 2001
- Parnassius phoebus bajangolus Yakovlev, 2006[1]
- Parnassius phoebus chingizid Yakovlev, 2006[1]
- Parnassius phoebus halasicus Huang & Murayama, 1992[2]
- Parnassius phoebus intermedius Ménétriés, 1851
- Parnassius phoebus interposita Herz, 1903
- Parnassius phoebus sauricus Lukhtanov, 1999[3]
- Parnassius phoebus sedakovi Ménétriés, 1850
- Parnassius phoebus tsenguun Churkin, 2003[4]
  - holotype: "male, 3.-10.VII.2002. leg. S. Churkin"
  - instituut: SDM, Moskou, Rusland
  - typelocatie: "Mongolia, Gobi-Altai Aimak, 30 km south Biger Somon, 2700-3000 m"
- Parnassius phoebus zamolodtschikovi Belik, 1996[5]